# Заказник (приток Таза)
Заказник — река в России, протекает по территории Красноселькупского района в Ямало-Ненецком автономном округе. Устье реки находится в 1333 км по правому берегу реки Таз. Длина реки составляет 24 км.
Основной приток — ручей Таловый, впадает слева около устья.

## Данные водного реестра
По данным государственного водного реестра России относится к Нижнеобскому бассейновому округу, водохозяйственный участок реки — Таз. Речной бассейн реки — Таз.
Код объекта в государственном водном реестре — 15050000112115300063389.